# Витијер (Аљаска)
Витијер (енгл. Whittier) град је у америчкој савезној држави Аљаска.

## Демографија
По попису из 2010. године број становника је 220, што је 38 (20,9%) становника више него 2000. године.
| Група             | 2000.       | 2010.       |
| Белци             | 142 (78,0%) | 147 (66,8%) |
| Афроамериканци    | 0 (0,0%)    | 1 (0,5%)    |
| Азијати           | 13 (7,1%)   | 17 (7,7%)   |
| Хиспаноамериканци | 2 (1,1%)    | 11 (5,0%)   |
| Укупно            | 182         | 220         |